# Duvspindling
Duvspindling (Cortinarius caesiocanescens) är en svampart som beskrevs av M.M. Moser 1953. Duvspindling ingår i släktet Cortinarius och familjen spindlingar.  Arten är reproducerande i Sverige. Inga underarter finns listade i Catalogue of Life.